# ランドルフ・スティーブン・クラフト
ランディ・スティーブン・クラフト (英語: Randy Steven Kraft, 1945年3月19日 - ) はアメリカ合衆国のシリアルキラー。『スコアカード・キラー』、『南カルフォルニアの絞殺魔』、『フリーウェイ・キラー』の異名でも知られる。
1972年から1983年にかけて主にカルフォルニア州で最低でも16人の若い男子を殺害した。この他にも最大で51人の男子を強姦、殺害したとされている。1989年に有罪判決を受け 、現在はカルフォルニア州マリン郡にあるサン・クエンティン州立刑務所の死刑囚監房に収容されている。
逮捕時に捜査官が被害者への不可解な論及が記されている暗号化されたリストを発見したことから『スコアカード・キラー』の異名でも知られる。また時には被害者の遺体の多くがフリーウェイの側や近くで発見されたことから『フリーウェイ・キラー』とも呼ばれた。またこの『フリーウェイ・キラー』という異名はウィリアム・ボニンとパトリック・カーニーという無関係な別の二人のシリアルキラーの異名と同一である。
IQは129だった。

## 伝記
- Hicks, Jerry (Dec 6, 1987), “Evidence in Other Deaths Sought for Kraft Trial”, The Los Angeles Times (Los Angeles, CA, US):  p. 1 2013年10月5日閲覧。.
- (Mar 7, 1988a), “Kraft Case Puts Both Sides in Odd Territory”, Los Angeles Times 2013年10月5日閲覧。.
- (Sep 27, 1988b), “Alleged 'Death List' Made Public as Kraft Trial Opens”, Los Angeles Times 2013年10月5日閲覧。.
- (Oct 9, 1988d), “Fate of Alleged Kraft Victim Torments Kin”, Los Angeles Times 2013年10月5日閲覧。.
- McDougal, Dennis (1992) [1991], Angel of Darkness: The True Story of Randy Kraft and the Most Heinous Murder Spree of the Century, Warner Books, ISBN 978-0-7088-5342-9.
- Newton, Michael (2011), “Randy Kraft, the Freeway Killer”, Crime library, Tru TV.
- Pinsky, Mark I (March 4, 1995), “22 Years Later, Another Kraft Victim Is Identified; Crime: Diligent deputy coroner uses computers to figure out it was Kevin Clark Bailey whose body was left by the serial killer in Huntington Beach”, LA Times.